# Masursky (planetoïde)
(2685) Masursky behoort tot de hoofdgroep van de planetoïdengordel. 
Deze kleine planeet werd op 3 mei 1981 ontdekt door dr. Edward Bowell vanuit het Flagstaff
observatorium in de V.S. De planetoïde is vernoemd naar de planetair geoloog Harold Masursky (1923-1990).
Masursky werd op 23 januari 2000 gepasseerd door de ruimtesonde Cassini op weg naar Saturnus en van 1,6 miljoen kilometer afstand gefotografeerd.